# Tarapoto
Tarapoto est une ville du Pérou, située dans la région de San Martín au bord du fleuve Shilcayo. Avec une population de 180100 habitants, Tarapoto est la première ville de la région de San Martín par nombre d’habitants : elle dépasse ainsi Moyobamba, le chef-lieu de San Martín. En raison de sa flore endémique, elle est parfois surnommée « ville des palmiers ».
Tarapoto est devenu une étape pour les touristes et les visiteurs locaux souhaitant faire des excursions dans la grande forêt amazonienne. Les activités de la région sont principalement liées au tourisme, à l’agriculture, mais aussi à la production illicite de feuilles de coca et la coupe illicite des arbres dans les zones forestières.
Tarapoto est desservi par l’aéroport Comandante FAP Guillermo del Castillo Paredes, le troisième en importance au Pérou. En plus de vols de départ ou d’arrivée opérés au quotidien, l’aéroport sert de point d’escale vers des villes comme Iquitos ou Pucallpa.
L’université nationale de San Martín est également présente à Tarapoto pour former et servir aux besoins académiques d’une population en essor. Il y a nombre d’hôtels et restaurants partout dans la ville. Chaque année, Tarapoto accueille des milliers de touristes attirés souvent par l’esprit de l’aventure ou par la beauté des paysages.

## Histoire
La ville fut fondée le 20 août 1782 par l’évêque espagnol Baltazar Jaime Martínez de Compagnon y Bujanda. La fondation effective de la ville se remonte aux explorations menées par les Pocras et les Hanan Chancas (des civilisations originaires d’Ayacucho) qui avaient quitté leurs terres à la suite d'une révolte qu’ils avaient entreprise contre l'empire inca. Par la suite, ils s’établirent sur les vallées du fleuve Mayo et Cumbaza pour former la ville de Lamas. Ils fondèrent également une ville satellite autour de la lagune de Suchiche (actuellement épuisée) où poussaient des palmiers taraputus ou barriguda et dont le nom fut emprunté par l’évêque espagnol pour nommer cet établissement de chasseurs et pêcheurs.
Avec la création du département de San Martín en 1906, Tarapoto devient rapidement un point commercial et touristique dans le nord-est du Pérou. De nos jours, la ville possède une flore presque intacte et des attraits touristiques comme: le site balnéaire de Cumbaza, les pétroglyphes de Polish, les chutes d'Ahuashiyacu, la lagune Venecia, parmi d’autres.
Par ailleurs, Tarapoto a développé une cuisine propre et variée par rapport aux autres régions péruviennes. Il est à remarquer des spécialités culinaires comme le juane ou le tacacho.